# カステル (小惑星)
カステル (3982 Kastelʹ) は、小惑星帯の小惑星。リュドミーラ・カラチキナがクリミア天体物理天文台で発見した。
ソ連（当時）の天文学者で、ブルックス第2彗星が1886年に木星に大接近していたことを突き止めるなど、彗星や小惑星の軌道計算を専門にしていたガリーナ・カステル (Galina Richardovna Kastelʹ) に因んで名付けられた。
2005年9月24日から29日にかけて行われた光度曲線観測によって衛星が発見され、S/2005 (3982) 1という仮符号が付けられた。衛星の直径はまだ不明で、10 km ほど離れた軌道を 8.488 時間の周期で回っていると見られている。